# Citroën C-Airdream
Citroën C-Airdream er en konceptbil fra Citroën, som blev præsenteret på den store biludstilling i Geneve i 2003. Den er designet som en luksuriøs og kraftfuld coupé. Ved udformningen af bilen har man lagt stor vægt på aerodynamik.

## Teknisk beskrivelse
Bilens linjer løber hen mod bagenden af og giver den særlige udformning. Forrudeen skråner bagud, så linjerne fra ruden glider ubrudt over i tagkonstruktionen, der er i glas. Overgangen fra tag til bagrude understreger, at der er tale om en coupé. 
Den er udstyret med en treliters V6-motor, der yder 150 kW (210 Hk), samt automatgear med sekventielt gearskifte. Affjedringen styres elektronisk, hvor skiftet mellem komfort og sport afhængig af førerens kørestil og vejens beskaffenhed. 

## Andre konceptbiler fra Citroën
- Citroën C-Metisse
- Citroën C-Crosser
- Citroën C-Sportlounge
- Citroën C-Buggy